# Klix.ba
Klix.ba е уеб портал на бошняшки език. Към 2021 г. е на четвърто място по посещаемост сайт в Босна и Херцеговина според класациите на рейтинг сайта „Алекса Интернет“.
Основан е през 2000 г. като форум, наречен Sarajevo-x, като през 2012 г. променя името си на сегашното. Сайтът всекидневно предоставя информация и новини от Босна и Херцеговина и света. Автор и собственик на интернет портала е компанията за уеб разработка InterSoft d.o.o. от Сараево.
Изненадващи финансови и административни проверки се използват като метод за наказване на медии след критични репортажи в Босна и Херцеговина. Такъв е случаят със съвместната акция, извършена на 29 декември 2014 г. от полицията на Федерация Босна и Херцеговина (ФБиХ) и Република Сръбска (РС) в помещенията на уебсайта Klix.ba в Сараево, след като той пуска материал за предполагаема корупция в Народното събрание на РС. Полицията иззема оборудването на сайта и задържа четирима журналисти за разпит, които пуска след осем часа. Органите на реда изискват от тях да предадат източника на подслушване, в което министър-председателката на Република Сръбска – Желка Цвиянович, е хваната да казва, че е купила двама членове на парламента, за да осигури мнозинство за своята партия в Народното събрание. Акцията е предшествана от полицейско изслушване в Баня Лука, в което журналистите на Klix.ba вече са принудени да предадат своите източници. Според журналистите нападението е било замислено като послание за сплашване към всички журналисти в страната.
На 10 март 2015 г. Klix.ba става първата медия от Босна и Херцеговина, чиято страница има значка за потвърждение във „Фейсбук“.